# Tsegay Kebede
Pour les articles homonymes, voir Kebede.
Tsegay Kebede, né le 15 janvier 1987, est un athlète éthiopien spécialiste des courses de fond, et notamment du marathon.
Il remporte le Marathon de Londres à deux reprises, en 2010 et 2013, ainsi que le marathon de Chicago en 2012. Il s'adjuge par ailleurs la médaille de bronze du marathon lors des Jeux olympiques de 2008 et lors des championnats du monde de 2009.

## Biographie
Tsegay Kebede s'illustre durant l'année 2008 en remportant successivement le Marathon de Paris et le Marathon de Fukuoka. Sélectionné dans l'équipe d'Éthiopie pour participer aux Jeux olympiques de 2008 à Pékin, il remporte la médaille de bronze du marathon avec le temps de 2 h 10 min 00 s, s'inclinant face au Kényan Samuel Wanjiru et au Marocain Jaouad Gharib. Situé en quatrième position lors de son entrée dans le stade olympique, Kebede parvient à dépasser son compatriote Deriba Merga lors du dernier tour de piste
Le 26 avril 2009, l'éthiopien termine deuxième du marathon de Londres en 2 s 05 min 20, derrière Samuel Wanjiru. Le 22 août 2009, il remporte la médaille de bronze des Championnats du monde de Berlin en 2 h 08 min 35 s, derrière les Kényans Abel Kirui et Emmanuel Mutai.
En avril 2010, il remporte le Marathon de Londres en 2 h 05 min 18 s.

### Palmarès
| Date | Compétition           | Lieu      | Résultat | Performance     |
| ---- | --------------------- | --------- | -------- | --------------- |
| 2007 | Marathon d'Amsterdam  | Amsterdam | 8e       | 2 h 08 min 16 s |
| 2008 | Marathon de Paris     | Paris     | 1er      | 2 h 06 min 40 s |
| 2008 | Jeux olympiques       | Pékin     | 3e       | 2 h 10 min 00 s |
| 2008 | Marathon de Fukuoka   | Fukuoka   | 1er      | 2 h 06 min 10 s |
| 2009 | Marathon de Londres   | Londres   | 2e       | 2 h 05 min 20 s |
| 2009 | Championnats du monde | Berlin    | 3e       | 2 h 08 min 35 s |
| 2009 | Marathon de Fukuoka   | Fukuoka   | 1er      | 2 h 05 min 18 s |
| 2010 | Marathon de Londres   | Londres   | 1er      | 2 h 05 min 19 s |
| 2010 | Marathon de Chicago   | Chicago   | 2e       | 2 h 06 min 43 s |
| 2011 | Marathon de New York  | New York  | 3e       | 2 h 07 min 13 s |
| 2012 | Marathon de Londres   | Londres   | 3e       | 2 h 06 min 52 s |
| 2012 | Marathon de Chicago   | Chicago   | 1er      | 2 h 04 min 38 s |
| 2013 | Marathon de Londres   | Londres   | 1er      | 2 h 06 min 04 s |
| 2013 | Championnats du monde | Moscou    | 4e       | 2 h 10 min 47 s |
| 2013 | Marathon de New York  | New York  | 2e       | 2 h 09 min 16 s |
| 2014 | Marathon de Londres   | Londres   | 3e       | 2 h 6 min 30 s  |

### Records
| Épreuve       | Performance     | Date            | Lieu           |
| ------------- | --------------- | --------------- | -------------- |
| 10 km         | 27 min 56 s     | 20 mai 2012     | Manchester     |
| Semi-marathon | 59 min 35 s     | 8 février 2008  | Ras Al Khaimah |
| 25 km         | 1 h 14 min 43 s | 24 août 2009    | Pékin          |
| 30 km         | 1 h 30 min 25 s | 21 octobre 2007 | Amsterdam      |
| Marathon      | 2 h 04 min 38 s | 7 octobre 2012  | Chicago        |